# Christian Jakob Wagenseil

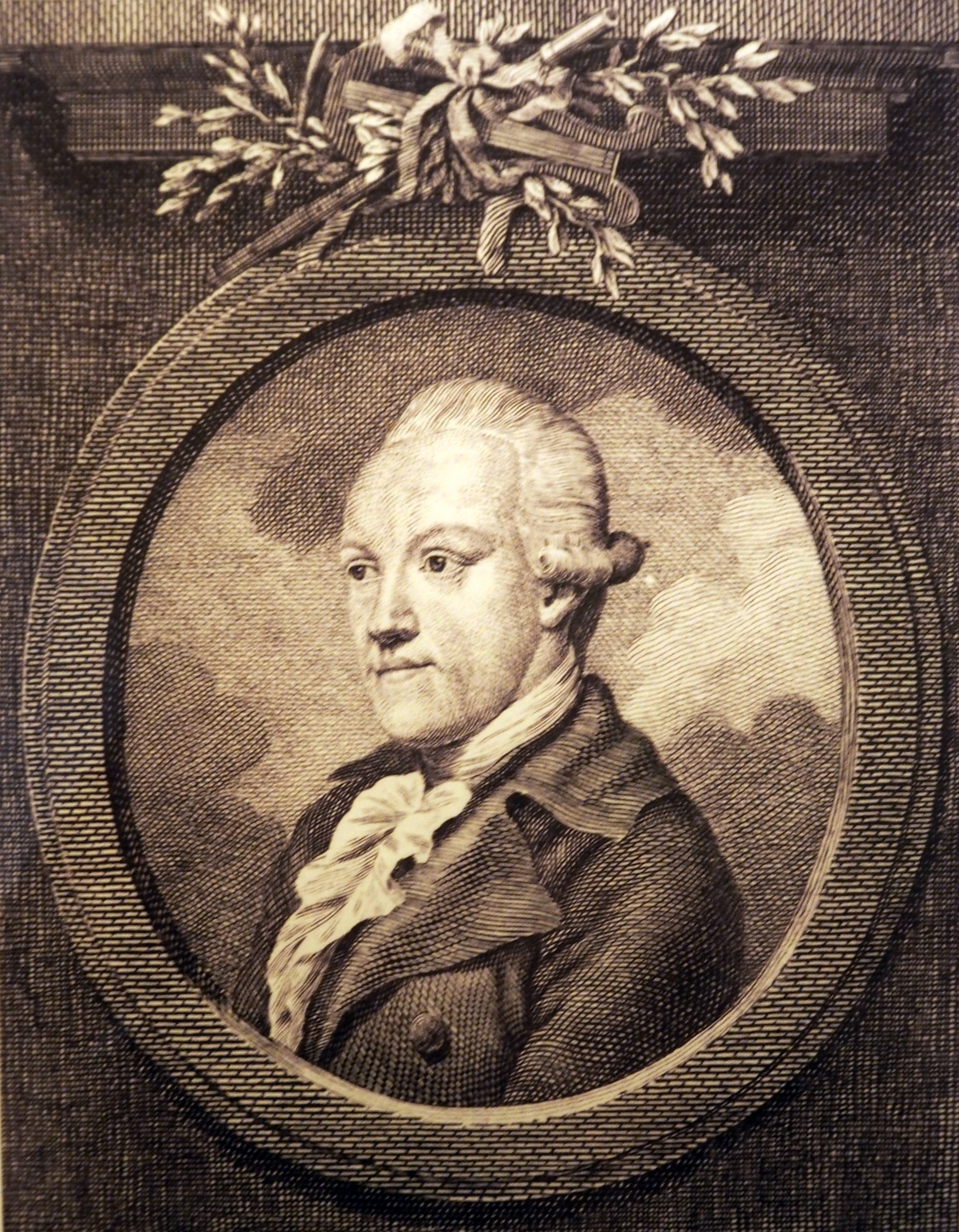
Christian Jakob Wagenseil

Christian Jakob Wagenseil, Pseudonym: Ernst Friedmann und Simon Ratzeberger, (* 23. November 1756 in Kaufbeuren; † 8. Januar 1839 ebenda) war ein deutscher Schriftsteller, Aufklärer und Publizist.

## Leben
Wagenseil besuchte die Lateinschule in Kaufbeuren und begann eine Kaufmannslehre, bis es ihm ermöglicht wurde, in Ulm das Gymnasium zu besuchen und in Göttingen ein Jurastudium zu absolvieren. Nach Beendigung des Studiums hielt sich Wagenseil ein Jahr in Gotha auf, wo er bei der Gothaer gelehrten Zeitung publizistisch tätig war und sein Singspiel Ehrlichkeit und Liebe verfasste.
1775 traf er in Frankfurt mit Johann Wolfgang von Goethe zusammen, lernte während seines Studiums in Göttingen unter anderem Johann Heinrich Voß sowie den Göttinger Hainbund kennen. Voß war derjenige, der ihn dort 1777 in die Freimaurerei einführte. Er hatte ebenso Kontakt zu Wieland, Schubart, Claudius und anderen.
1780 kehrte Wagenseil nach Kaufbeuren zurück und war in der Stadtverwaltung tätig. Neben seiner beruflichen Tätigkeit, so war er für die Umstrukturierung der Verwaltung unter der bayrischen Herrschaft ab 1802 verantwortlich, war er für das Kaufbeurer Theaterwesen tätig und gab die Zeitungen Gemeinnütziges Wochenblatt (1780 bis 1786) und Intelligenzblatt (ab 1787) heraus. 
Er begründete in Kaufbeuren 1786 die Freimaurerloge Charlotte zu den drei Sternen, die bis 1789 bestand, und setzte sich für die Aufklärung und gegen den Aberglauben ein. Er war auch Mitbegründer der Kemptener Loge Zur Aufgehenden Sonne.
Ab 1804 war Wagenseil als Polizeidirektor in Kempten tätig, bevor er 1817 als Regierungsrat in Augsburg in den beruflichen Ruhestand trat. Seine schriftstellerische Tätigkeit setzte er bis zu seinem Tode fort. Seit 1823 war er korrespondierendes Mitglied der Bayerischen Akademie der Wissenschaften.
Mit Georg Christoph Wagenseil und Johann Christoph Wagenseil ist er nur entfernt verwandt.

## Werke (Auswahl)
- Ehrlichkeit und Liebe. (Schauspiel mit Musik von Ernst Wilhelm Wolf) 1779 (Digitalisat)
- Einakter Der Freymaurer. (Einakter) 1780
- Lebensgeschichte des Martin Luthers. (für die Bedürfnisse seiner Landsleute eingerichtet) 1782
- Magazin von und für Schwaben. 1788
- Der Gang der Vorsehung oder Wird es mit dem Menschengeschlecht besser oder schlimmer?, Leipzig: Friedrich Gotthold Jacobäer, 1789 (Digitalisat)
- Elias Holl, Baumeister zu Augsburg. 1818
- Auserlesene Gedichte. 1819
- Die Jesuiten und ihr Benehmen gegen geistliche und weltliche Regenten, nebst einigen Zugaben Grösstentheils aus ihren eigenen Schriften. Grimma 1825 (unter dem Pseudonym Ernst Friedmann, Digitalisat)
- Versuch einer Geschichte der Stadt Augsburg. (4 Bände) 1819–22 (Digitalisat)
- Ulrich von Hutten nach seinem Leben, Karakter und seinen Schriften geschildert. 1823
- Mustapha und Zeangir. (Trauerspiel) 1824 (online im Projekt Gutenberg-DE)
- Geschichten gefallener Minister, Feldherren und Staatsmänner 1824 (2 Bände)